# Saxvattentjärnen, Lappland
Saxvattentjärnen är en sjö i Dorotea kommun i Lappland och ingår i Ångermanälvens huvudavrinningsområde.